# Angie Skirving
Angie Skirving, född den 1 februari 1981 i Toowoomba, Australien, är en australisk landhockeyspelare.
Hon tog OS-guld i damernas landhockeyturnering i samband med de olympiska landhockeytävlingarna 2000 i Sydney.